# Anolis noblei
Anolis noblei (ольгінський аноліс) — вид ігуаноподібних ящірок родини анолісових (Dactyloidae). Ендемік Куби.

## Підвиди
Виділяють два підвиди:
- Anolis noblei noblei Barbour & Shreve, 1935 — Сьєрра-де-Ніпе[en] та Купеял;
- Anolis noblei galeifer Schwartz, 1964 — Сьєрра-Маестра і Сьєрра-де-ла-Гран-Пьєдра.

## Поширення і екологія
Ольгінські аноліси мешкають в рівнинних і гірських районах на сході Куби. Вони живуть в сухих і вологих тропічних лісах.

## Збереження
МСОП класифікує стан збереження цього виду як близький до загрозливого. Anolis noblei загрожує знищення природного середовища.